# قناة فن
قناة فن  هي قناة موسيقية عربية متخصصة تبعة لشبكة أوربت شوتايم 

## نبذة عن القناة
أطلقت في 28 فبراير عام 2004 ضمن باقة شبكة أوربت الإعلامية اندمجت في أغسطس عام 2009 مع شبكة شوتايم ضمن باقة الفا العربية
قناة «فن» تقدم مزيجاً متنوعا وفريداً من البرامج والإنتاجات الموسيقية العربية وتتضمن حفلات موسيقية وأغاني مقتطفة من المهرجانات الدولية وأغاني كلاسيكية بالإضافة إلى برامج تكريم أبرز وأهم الفنانين العرب. كما تقدم كل أسبوع للمشاهد برامج موسيقية ترفيهية وأخرى تركز على أبرز وأشهر فناني العالم العربي.

## أشهر البرامج
- (جار القمر) وهو برنامج منوع في عالم الفن والأناقة والجمال
- برامج (فتافيت السكر)، و(طرب ع الطلب) و(ليالي الصهبجية) الذي يتوقف عند محطات غنائية عربية
- (مشوار) الذي يلتقي مقدم بدر البورسلي في حلقاته برموز الأغنية في منطقة الخليج، حول تجربته الذاتية، أنجح أعماله،
- برنامج (انتيم) والذي يقدمه الفنانان عزت أبو عوف ومها أبو عوف وبرنامج (أغاني وعجباني) حول المشاهير وباقة من الأغاني والذكريات.
- برنامج (صولو) تقدمه رشا السيد وعماد عاشور، ويستضيف نخبة من أعلام العزف الموسيقي المنفرد. *(فنون تشكيلية) وهو برنامج فني تتخلله مقابلات مع فنانين بارزين
- برنامج (كلاكيت) حول خريجي المعاهد يعرض تجاربهم في مجال الفيلم القصير أو الوثائقي.
- برنامج (مجلة السينما) فهو يتوقف مع تجارب أعلام السينما العربية والعالمية المتميزة.
- برنامج «داوود شو» الذي سيلتقي فنانين ومشاهير في لقاءات ساخرة وترفيهية تقديم الفنان داوود حسين